# Дік ван Дейк
Дік ван Дейк (нід. Dick van Dijk, 15 лютого 1946, Гауда — 8 липня 1997, Ніцца) — нідерландський футболіст, що грав на позиції нападника, зокрема, за клуб «Аякс», а також національну збірну Нідерландів.
Дворазовий чемпіон Нідерландів. Триразовий володар Кубка Нідерландів. Дворазовий володар Кубка європейських чемпіонів. 

## Клубна кар'єра
У дорослому футболі дебютував 1966 року виступами за команду клубу СВВ, в якій провів один сезон, взявши участь у 34 матчах другого нідерландського дивізіону. 
Протягом 1967—1969 років захищав кольори команди клубу «Твенте». В сезоні 1968/69 забив 30 голів у 32 матчах чемпіонату, стільки ж, скільки й шведський нападник «Феєнорда» Уве Чіндваль, розділивши з останнім титул найкращого бомбардира змагання.
Своєю високою результативністю привернув увагу представників тренерського штабу клубу «Аякс», до складу якого перейшов 1969 року. Відіграв за команду з Амстердама наступні три сезони своєї ігрової кар'єри. Більшість часу, проведеного у складі «Аякса», був основним гравцем атакувальної ланки команди. У складі «Аякса» був одним з головних бомбардирів команди, маючи середню результативність на рівні 0,68 голу за гру першості. За цей час двічі виборював титул чемпіона Нідерландів, тричі ставав володарем Кубка Нідерландів, а також двічі поспіль тріумфував у Кубку європейських чемпіонів. Причому був автором першого гола у фіналі цього єврокубка 1971 року.
Протягом 1972—1974 років грав у Франції, де захищав кольори «Ніцци».
Завершив професійну ігрову кар'єру в іспанському клубі «Реал Мурсія», за команду якого виступав протягом 1974—1975 років.

## Виступи за збірну
1969 року дебютував в офіційних матчах у складі національної збірної Нідерландів. Протягом кар'єри у національній команді, яка тривала 3 роки, провів у її формі 7 матчів, забивши 1 гол.

## Статистика виступів

### Статистика клубних виступів
| Сезон              | Команда            | Чемпіонат          | Чемпіонат | Чемпіонат | Національний кубок | Національний кубок | Національний кубок | Континентальні кубки | Континентальні кубки | Континентальні кубки | Інші змагання | Інші змагання | Інші змагання | Усього | Усього |
| Сезон              | Команда            | Ліга               | Ігор      | Голів     | Ліга               | Ігор               | Голів              | Ліга                 | Ігор                 | Голів                | Ліга          | Ігор          | Голів         | Ігор   | Голів  |
| ------------------ | ------------------ | ------------------ | --------- | --------- | ------------------ | ------------------ | ------------------ | -------------------- | -------------------- | -------------------- | ------------- | ------------- | ------------- | ------ | ------ |
| 1966–67            | СВВ                | 1Д                 | 34        | 22        | КН                 | ?                  | ?                  | -                    | -                    | -                    | -             | -             | -             | 34+    | 22+    |
| 1967–68            | «Твенте»           | ЕД                 | 33        | 23        | КН                 | ?                  | ?                  | -                    | -                    | -                    | -             | -             | -             | 33+    | 23+    |
| 1968–69            | «Твенте»           | ЕД                 | 32        | 30        | КН                 | ?                  | ?                  | -                    | -                    | -                    | -             | -             | -             | 32+    | 30+    |
| Усього за «Твенте» | Усього за «Твенте» | Усього за «Твенте» | 65        | 53        |                    | ?                  | ?                  |                      | ?                    | ?                    |               | -             | -             | 65+    | 23+    |
| 1969–70            | «Аякс»             | ЕД                 | 32        | 23        | КН                 | 5                  | 2                  | КЯ                   | 10                   | 3                    | -             | -             | -             | 47     | 28     |
| 1970–71            | «Аякс»             | ЕД                 | 29        | 18        | КН                 | 5                  | 4                  | КЧ                   | 6                    | 2                    | -             | -             | -             | 40     | 24     |
| 1971–72            | «Аякс»             | ЕД                 | 23        | 16        | КН                 | 2                  | 1                  | КЧ                   | 5                    | -                    | -             | -             | -             | 30     | 17     |
| Усього за «Аякс»   | Усього за «Аякс»   | Усього за «Аякс»   | 84        | 57        |                    | 12                 | 7                  |                      | 21                   | 5                    |               | -             | -             | 117    | 69     |
| 1972–73            | «Ніцца»            | Л1                 | 27        | 20        | КФ                 | ?                  | ?                  | -                    | -                    | -                    | -             | -             | -             | 27+    | 20+    |
| 1973–74            | «Ніцца»            | Л1                 | 31        | 10        | КФ                 | ?                  | ?                  | КУЄФА                | ?                    | ?                    | -             | -             | -             | 31+    | 10+    |
| Усього за «Ніццу»  | Усього за «Ніццу»  | Усього за «Ніццу»  | 58        | 30        |                    | ?                  | ?                  |                      | ?                    | ?                    |               | -             | -             | 58+    | 30+    |
| 1974–75            | «Реал Мурсія»      | ПД                 | 19        | 4         | КІ                 | ?                  | ?                  | -                    | -                    | -                    | -             | -             | -             | 19+    | 4+     |

## Титули і досягнення

### Командні
- Чемпіон Нідерландів (2):

«Аякс»: 1969-1970, 1971-1972
- Володар Кубка Нідерландів (3):

«Аякс»: 1969-1970, 1970-1971, 1971-1972
- Володар Кубка чемпіонів УЄФА (2):

«Аякс»: 1970-1971, 1971-1972

### Особисті
- Найкращий бомбардир Ередивізі (1):

1968-1969 (30 голів, разом з Уве Чіндвалєм)